# Líder do governo da Câmara dos Comuns do Canadá
O Líder do governo da Câmara dos Comuns do Canadá é um ministro escolhido pelo primeiro-ministro do Canadá e aprovado simbolicamente pelo Governador Geral do Canadá para planejar e administrar o programa legislativo na Câmara dos Comuns do Canadá. Esta posição não constitui por só só um Ministério ou Departamento do Gabinete do Canadá, e por causa disso, todos os ministros líderes do governo na Câmara dos Comuns precisam ao mesmo tempo exercer ofício em outra posição do Gabinete do Canadá.